# Colletes bruneri
Colletes bruneri là một loài Hymenoptera trong họ Colletidae. Loài này được Swenk mô tả khoa học năm 1904.